# Schrotschwein
Schrotschwein bezeichnete ein zum Schlachten vorgesehenes oder bereits geschlachtetes Hausschwein, das, anders als ein Speckschwein, relativ klein und mager war und keinen fetten Speck, sondern nur den so genannten Schrotspeck liefert.
Der Begriff war vor allem in Niedersachsen im 19. Jahrhundert gebräuchlich. Heute ist er ein historischer Begriff, der nicht mehr benutzt wird.